# Bashkim Fino
Bashkim Fino (Tirana, 12 ottobre 1962 – Tirana, 29 marzo 2021) è stato un politico albanese.
Divenne nel 1997 primo ministro dell'Albania. Fece parte dell'Accademia politica del Partito socialista d'Albania.

## Carriera politica
Fino studiò economia a Tirana e negli Stati Uniti. Successivamente lavorò come economista a Argirocastro, per diventarne in seguito sindaco nel 1992.
L'11 marzo 1997 il presidente del Partito Democratico e della Repubblica Sali Berisha nominò Fino, che era membro del Partito socialista albanese all'opposizione, Primo Ministro per guidare un governo di unità nazionale.  Ciò avvenne dopo lo scoppio della ribellione sul crollo di diversi schemi piramidali che portarono il governo a perdere il controllo di gran parte del paese.  Fino fu Primo Ministro durante le elezioni del 1997 in cui il suo Partito socialista vinse con una larga maggioranza, per poi dimettersi e lasciare l’incarico al leader del partito Fatos Nano.
A partire dal 2017, Fino era in Parlamento membro rappresentante di un collegio elettorale nel comune di Fier.
Fino era un tifoso dell’Inter. Nel gennaio 2018 dichiarò la sua intenzione di candidarsi alla presidenza della Federcalcio albanese, sfidando Armand Duka, presidente in carica degli ultimi 16 anni. Le elezioni del 7 febbraio 2018 non furono vinte da Fino, il quale poi affermò che il processo di voto era irregolare e che avrebbe fatto appello alla UEFA ed alla FIFA.
Fino è morto nel 2021, per complicazioni da Covid-19.